# Bojan Miovski
Bojan Miovski (en macédonien : Бојан Миовски), né le 24 juin 1999 à Štip en Macédoine, est un footballeur international macédonien qui évolue au poste d'avant-centre au Girona FC.

## Biographie

### En club

#### Débuts en Macédoine
Né à Štip en Macédoine, Bojan Miovski est formé par l'un des clubs de sa ville natale, le FK Bregalnica Štip. Il évolue ensuite dans les clubs macédoniens du Rabotnički Skopje, du FK Makedonija et du Renova Džepčišt.
Le 3 juillet 2020, Miovski rejoint la Hongrie afin de s'engager en faveur du MTK Budapest. Il inscrit ses deux premiers buts avec le MTK Budapest contre le 43. sz. Építők SK en coupe de Hongrie le 19 septembre 2020. Il distribue également une passe décisive ce jour-là et son équipe s'impose largement par huit buts à zéro. Il récidive en marquant deux buts et délivrant une passe décisive le 1er novembre 2020 contre le Újpest FC en championnat. Son équipe l'emporte cette fois par quatre buts à zéro.
Durant le mercato hivernal 2022, Miovski est notamment approché par le SK Slavia Prague, mais il reste finalement au MTK Budapest.

#### Aberdeen FC
Le 23 juin 2022, Bojan Miovski rejoint l'Aberdeen FC. Il signe un contrat de quatre ans, soit jusqu'en mai 2026.
Miovski inscrit son premier but pour Aberdeen pour sa première apparition sous ses nouvelles couleurs, le 24 juillet 2022, lors d'une rencontre de coupe de la Ligue écossaise face au Raith Rovers. Il ouvre le score en transformant un pénalty qu'il a lui-même obtenu, et participe à la victoire des siens (3-0 score final). Le 6 août 2022, Miovski réalise son premier doublé pour Aberdeen, lors d'une rencontre de championnat face au St Mirren FC et contribue ainsi à la victoire de son équipe par quatre buts à un. Il s'agit également de ses deux premiers buts en Scottish Premiership,.
Terminant troisième meilleur buteur de la saison 2023-2024 avec Aberdeen grâce à ses 16 buts (à égalité avec Cyriel Dessers), il est notamment nommé dans l'équipe-type du championnat cette saison-là.

#### Girona FC
Le 15 août 2024, Bojan Miovski prend la direction de l'Espagne en rejoignant le Girona FC, devenant par la même occasion le joueur le plus cher à être vendu par Aberdeen avec 6,5 millions de livres. Il signe un contrat de quatre ans, soit jusqu'en juin 2028.

### En sélection
Bojan Miovski honore sa première sélection avec l'équipe de Macédoine du Nord le 8 octobre 2021 face au Liechtenstein. Il entre en jeu à la place de Milan Ristovski et son équipe s'impose par quatre buts à zéro.
Miovski inscrit son premier but en sélection le 12 juin 2022, lors de sa dixième apparition avec la Macédoine du Nord, contre Gibraltar. Il participe ainsi à la victoire de son équipe par quatre buts à zéro,.

## Palmarès

### En club
- Aberdeen FC
  - Finaliste de la Coupe de la Ligue écossaise en 2023-2024

### Distinctions personnelles
- Membre de l'équipe-type de Scottish Premiership en 2024.